# ريتشموند أركيت
ريتشموند أركيت (بالإنجليزية: Richmond Arquette)‏ مواليد 21 أغسطس 1963 في نيويورك، نيويورك، الولايات المتحدة، هو ممثل أمريكي بدأ مسيرته الفنية سنة 1993.

## الأعمال

### أفلام
- سبعة (1995)
- صحراء زرقاء (1998)
- نادي القتال (1999)
- صرخة 3 (2000)
- زودياك (2007)
- وصيف الشرف (2008) (بدور: غاري)

### مسلسلات
- مونك (2007) (بدور: لوسون)
- بريزون بريك (2009) (بدور: جو دانيلز)
- اكذب علي (2009) (بدور: ترنت)
- سي إس آي: ميامي (2011) (بدور: مارفين هيل)

## روابط خارجية
- ريتشموند أركيت على موقع IMDb (الإنجليزية)
- ريتشموند أركيت على موقع ألو سيني (الفرنسية)
- ريتشموند أركيت على موقع أول موفي (الإنجليزية)
- ريتشموند أركيت على موقع قاعدة بيانات الأفلام السويدية (السويدية)
- ريتشموند أركيت على موقع قاعدة بيانات الفيلم (الإنجليزية)
- ريتشموند أركيت على موقع كينوبويسك (الروسية)